# Отапостаза
Отапостаза или клемпавост ушију (лат. Otapostasis) је урођених аномалија у којој је ушна шкољка знатно истуренија од спољашњег зида мастодног маставка слепоочне кости. Ова мана, која се чешће јавља обострано, доводи до естетских поремећаја који се могу хируршки кориговати.

## Ембрионални развој ушне шкољке и микротија
Развој ушне шкољке почиње на почетку другог месеца феталног живота, када се у најпроксималнијем делу појављују прве шкржне бразде - мале крвжице (лат. coliculi auriculares), од којих се три налазе на мандибуларном, а три на хиодином луку. Оне расту неједнаком брзином, неке остају готово непромењене, као нпр. оне из којих се развијају трагус, антитрагус, и лобулус ушне шкољке, а друге расту у дебљину и ширину, стварајући наборе ушне шкољке. Потпуно развијена ушка може се упоредити са дугуљастом шкољком, која је у особа беле расе отприлике овална, док је код особа црне расе округла или четвртаста.
Због недовољног раста или неправилног и непотпуног срастања појединих поменутих квржица могу настати разни деформитети ушне шкољке, међу којима је и отапостаза - знатно истуренија ушна шкољака од спољашњег зида мастодног маставка слепоочне кости.

## Етиопатогенеза
Отапостаза је најчешћа обострана неправилност у развоју ушне шкољке, која се ретко јавља једнострано. Узрок настанка ове аномалија може бити:
- инфекција током трудноће,
- васкулрани инциденти,
- лоше презентација плода током трудноће,
- генетички поремећаји
- удружене аномалије ува, главе и других органа.

Према изражености промена може бити сасвим блага, једва уочљива, а најређе врло изражена.
Болест је често удружена са неком другом аномалијом, нпр. са повећаном, или смањеном ушном шкољком. Отапостаза код пацијента не прави функционалне, већ само естетске сметње.

## Терапија
Из социолошких и психолошких разлога (нарочито децу) треба ослободити овог визуелног недостатака. У том циљу различитим хируршким техникама настоји се да се ушне шкољке што више приближе лобањи.
Хируршки захват којим се рашава проблем клемпавости ушију зове се отопластика и обично се спроводи у општој анестезији и не захтева боравак у болници. Код одраслих и неке деце старије од 12 година, операција се може извести у локалној анестезији.
Код новорођене деце усна хрскавица је врло мека и 
веома тешка за обликовање. Због тога је потребно чекати бар до пете године живота да се начини хируршка интервенција. Пожељно је отапопастику урадити до шесте године, јер се развој ува завршава до седме године.
Операција се изводи тако да се направи мали рез на задњем делу ушне шкољке који касније оставља ожиљак. Након захвата се на ушне шкољке стављају завоји. Кад се скину завоји, ушне шкољке су обично отечене и подливене.
Пре него се почне операцијом, потребно је извршити врло пажљиво мерење ширине и висине ушне шкољке, угао њена отклона, као и задњу дистанцу од ивице ушне шкољке, како би рез који се налази иза уха био симетричан на обе стране главе.
Сама операција ради се у локалној (евентуално на захтев пацијента у општој) анестезији, у трајању до једног сата, у највећем броју случајева.
Након операције врши се имобилизација ушне шкољке, завојем у трајању од 24-48 часова. Редовно превијање и тоалета ране обавља се сваки други дан, а шавови се уклањају након 7 дана. Отеклина и евентуални крвни подливи повлаће се након 10 дана, а осетљивост ушне шкољке на додир враћа се након неколико недеља. Постоперативни ожиљци су скривени иза ува и не виде се. Старији пацијенти се могу вратити послу након пет дана, док деца морају мало дуже да се чувају нарочито у игри са другом децом.